# 永山中継局

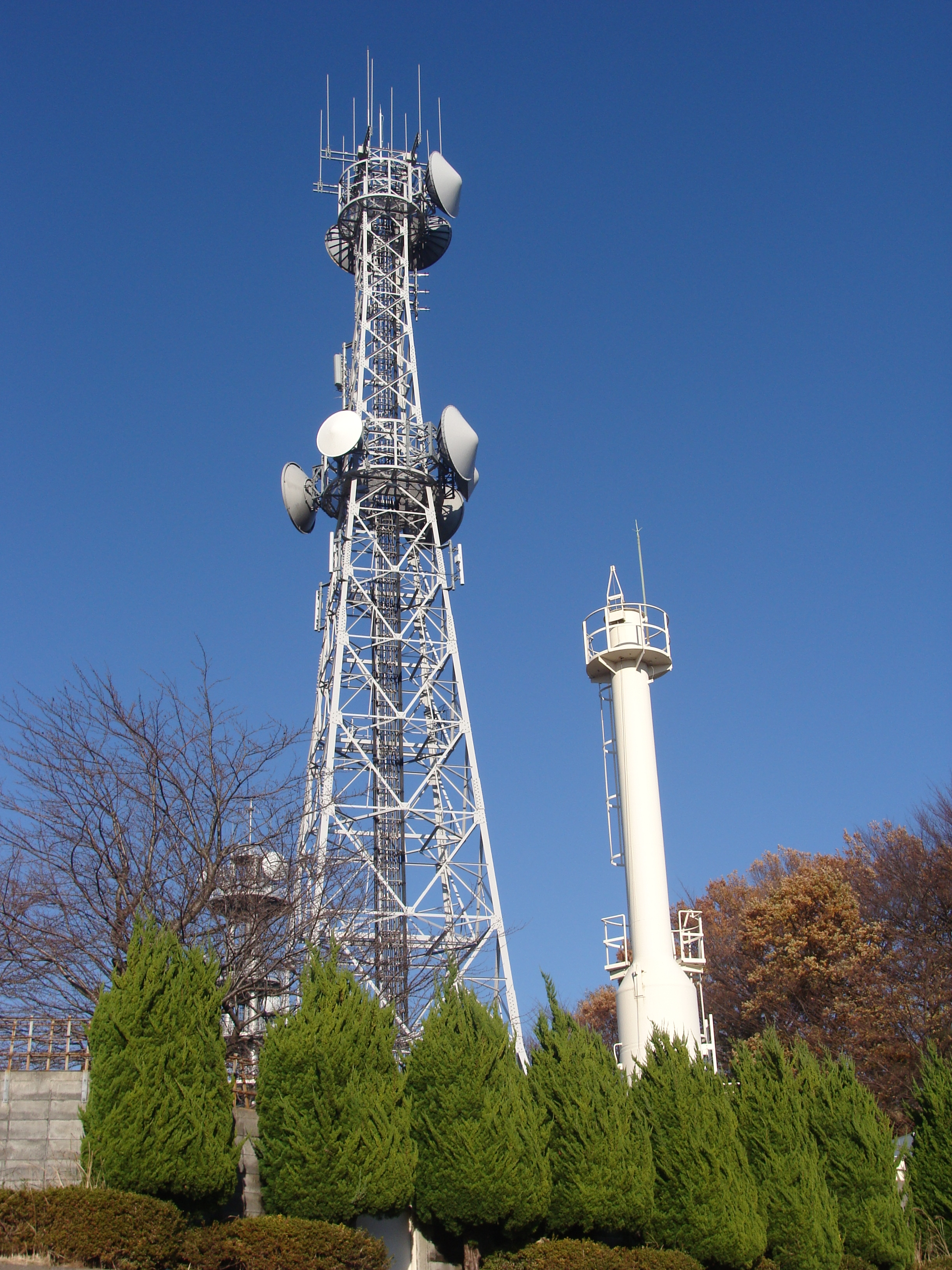
永山中継局

永山中継局（ながやまちゅうけいきょく）は2010年7月15日に東京都多摩市に開局したデジタルテレビ中継局である。

## 概要
当中継局は多摩中継局において在京民放広域局のチャンネルプラン取り消しに伴い、受信に障害が発生する多摩市永山地区などを中心に多摩市、国立市、府中市の大部分、稲城市、調布市、三鷹市、小金井市、国分寺市、立川市、日野市の一部をカバーする為に設置された。
なお、東京都域局である東京メトロポリタンテレビジョン（TOKYO MX）は多摩中継局の開局が予定通りに実施されるはずだったが多摩デジタル中継局もチャンネルプランが取り消されたため、今後の対応は未定であったが2010年4月28日、関東総合通信局の発表をもって正式に置局が決定した。なお、鶴川中継局も、同じ理由で置局された。

## 中継局概要
| リモコンキーID | 放送局名    | 物理チャンネル | 空中線電力 | ERP  | 放送対象地域                                      | 放送区域内世帯数 | 開局日        | ワンセグ局名   |
| -------------- | ----------- | -------------- | ---------- | ---- | ------------------------------------------------- | ---------------- | ------------- | -------------- |
| 1              | NHK東京総合 | 13ch           | 3W         | 9.1W | 関東広域圏 （茨城県、栃木県及び群馬県を含まない） | 33万2912世帯※    | 2010年7月15日 | NHK携帯G・東京 |
| 2              | NHK東京教育 | 15ch           | 3W         | 9.1W | 全国                                              | 33万2912世帯※    | 2010年7月15日 | NHK携帯2       |
| 4              | 日本テレビ  | 36ch           | 3W         | 7.7W | 関東広域圏                                        | 33万2912世帯※    | 2010年7月15日 | 日本テレビ     |
| 5              | テレビ朝日  | 43ch           | 3W         | 7.7W | 関東広域圏                                        | 33万2912世帯※    | 2010年7月15日 | テレビ朝日     |
| 6              | TBSテレビ   | 39ch           | 3W         | 7.7W | 関東広域圏                                        | 33万2912世帯※    | 2010年7月15日 | TBS            |
| 7              | テレビ東京  | 44ch           | 3W         | 7.7W | 関東広域圏                                        | 33万2912世帯※    | 2010年7月15日 | テレビ東京携帯 |
| 8              | フジテレビ  | 41ch           | 3W         | 7.7W | 関東広域圏                                        | 33万2912世帯※    | 2010年7月15日 | フジテレビ     |
| 9              | TOKYO MX    | 17ch           | 3W         | 8.9W | 東京都                                            | 33万2912世帯※    | 2010年7月15日 | MXワンセグ1    |

- ※印の補足…東京都内の33万1856世帯、神奈川県川崎市麻生区の1056世帯。

## 放送エリア
- 東京都…府中市の全域及び多摩市、八王子市、立川市、三鷹市、調布市、小金井市、小平市、日野市、国分寺市、国立市、稲城市の各一部地域。
- 神奈川県…川崎市麻生区の一部地域（TOKYO MXは放送対象地域外だが、放送エリア内となる）。

## 中継局置局住所
- 多摩市聖ヶ丘5丁目2番地 東京ガスネットワーク多摩ガバナーステーション内